# Elista
Elista (tiếng Nga: Элиста; tiếng Kalmyk: Элст, Elst) là thủ đô của Cộng hòa Kalmykia, một chủ thể liên bang của Liên bang Nga. Dân số là 104.254 người (2002).

## Địa lý

### Khí hậu
Elista có khí hậu lục địa ẩm (Köppen Dfa), mặc dù đôi khi được phân loại thành khí hậu bán khô hạn (Köppen BSk). Thành phố có mùa đông lạnh giá trong khi mùa hè nóng bức. Lượng mưa trung bình hàng năm là 349 mm (14 in), chủ yếu rơi vào mùa hè.
| Dữ liệu khí hậu của Elista                                           | Dữ liệu khí hậu của Elista | Dữ liệu khí hậu của Elista | Dữ liệu khí hậu của Elista | Dữ liệu khí hậu của Elista | Dữ liệu khí hậu của Elista | Dữ liệu khí hậu của Elista | Dữ liệu khí hậu của Elista | Dữ liệu khí hậu của Elista | Dữ liệu khí hậu của Elista | Dữ liệu khí hậu của Elista | Dữ liệu khí hậu của Elista | Dữ liệu khí hậu của Elista | Dữ liệu khí hậu của Elista |
| Tháng                                                                | 1                          | 2                          | 3                          | 4                          | 5                          | 6                          | 7                          | 8                          | 9                          | 10                         | 11                         | 12                         | Năm                        |
| -------------------------------------------------------------------- | -------------------------- | -------------------------- | -------------------------- | -------------------------- | -------------------------- | -------------------------- | -------------------------- | -------------------------- | -------------------------- | -------------------------- | -------------------------- | -------------------------- | -------------------------- |
| Cao kỉ lục °C (°F)                                                   | 13.8 (56.8)                | 17.6 (63.7)                | 22.1 (71.8)                | 32.1 (89.8)                | 35.3 (95.5)                | 39.4 (102.9)               | 41.7 (107.1)               | 42.9 (109.2)               | 36.5 (97.7)                | 29.0 (84.2)                | 23.5 (74.3)                | 18.1 (64.6)                | 42.9 (109.2)               |
| Trung bình ngày tối đa °C (°F)                                       | −2.9 (26.8)                | −2.0 (28.4)                | 4.7 (40.5)                 | 16.4 (61.5)                | 23.6 (74.5)                | 28.1 (82.6)                | 30.9 (87.6)                | 29.6 (85.3)                | 23.5 (74.3)                | 14.3 (57.7)                | 6.3 (43.3)                 | 0.5 (32.9)                 | 14.4 (58.0)                |
| Trung bình ngày °C (°F)                                              | −6.1 (21.0)                | −5.7 (21.7)                | 0.4 (32.7)                 | 10.3 (50.5)                | 17.1 (62.8)                | 21.7 (71.1)                | 24.5 (76.1)                | 22.9 (73.2)                | 17.0 (62.6)                | 8.7 (47.7)                 | 2.9 (37.2)                 | −2.1 (28.2)                | 9.3 (48.7)                 |
| Tối thiểu trung bình ngày °C (°F)                                    | −8.8 (16.2)                | −8.4 (16.9)                | −2.8 (27.0)                | 5.1 (41.2)                 | 11.2 (52.2)                | 15.7 (60.3)                | 18.3 (64.9)                | 16.7 (62.1)                | 11.7 (53.1)                | 4.6 (40.3)                 | 0.2 (32.4)                 | −4.4 (24.1)                | 4.9 (40.9)                 |
| Thấp kỉ lục °C (°F)                                                  | −34.0 (−29.2)              | −32.0 (−25.6)              | −27.2 (−17.0)              | −11.2 (11.8)               | −1.3 (29.7)                | 3.3 (37.9)                 | 7.8 (46.0)                 | 4.6 (40.3)                 | −3.2 (26.2)                | −14.7 (5.5)                | −27.7 (−17.9)              | −30.2 (−22.4)              | −34.0 (−29.2)              |
| Lượng Giáng thủy trung bình mm (inches)                              | 25 (1.0)                   | 18 (0.7)                   | 17 (0.7)                   | 22 (0.9)                   | 37 (1.5)                   | 50 (2.0)                   | 40 (1.6)                   | 31 (1.2)                   | 29 (1.1)                   | 23 (0.9)                   | 28 (1.1)                   | 29 (1.1)                   | 349 (13.8)                 |
| Số ngày giáng thủy trung bình                                        | 6                          | 5                          | 5                          | 4                          | 5                          | 6                          | 5                          | 4                          | 4                          | 4                          | 6                          | 8                          | 62                         |
| Số giờ nắng trung bình tháng                                         | 71                         | 88                         | 131                        | 201                        | 277                        | 300                        | 326                        | 299                        | 237                        | 167                        | 71                         | 42                         | 2.210                      |
| Nguồn 1: Tổ chức Khí tượng Thế giới (UN) Thermo Karelia.ru(extremes) |                            |                            |                            |                            |                            |                            |                            |                            |                            |                            |                            |                            |                            |
| Nguồn 2: NOAA (sun, 1961–1990)                                       |                            |                            |                            |                            |                            |                            |                            |                            |                            |                            |                            |                            |                            |

## Thành phố kết nghĩa
Elista kết nghĩa với:
- Aktau, Kazakhstan
- Khoni, Gruzia
- Kyzyl, Nga
- Lhasa, Trung Quốc
- Ulaanbaatar, Mông Cổ
- Ulan-Ude, Nga

## Hình ảnh

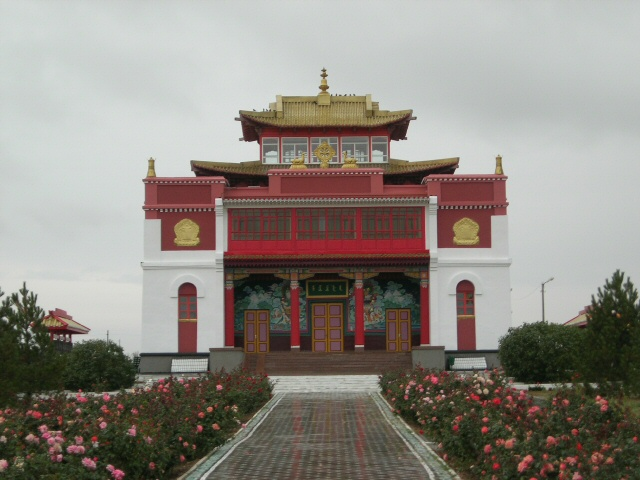
Tu viện Geden Sheddup Choikorling
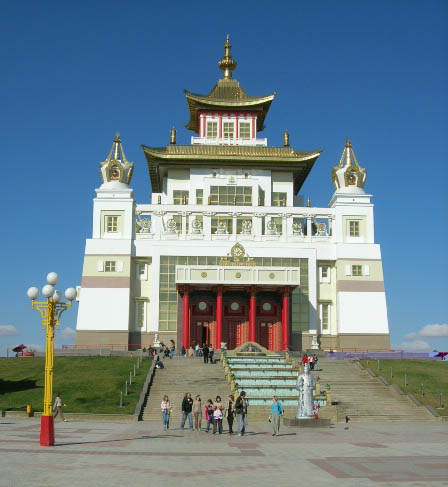
Ngôi đền Vàng
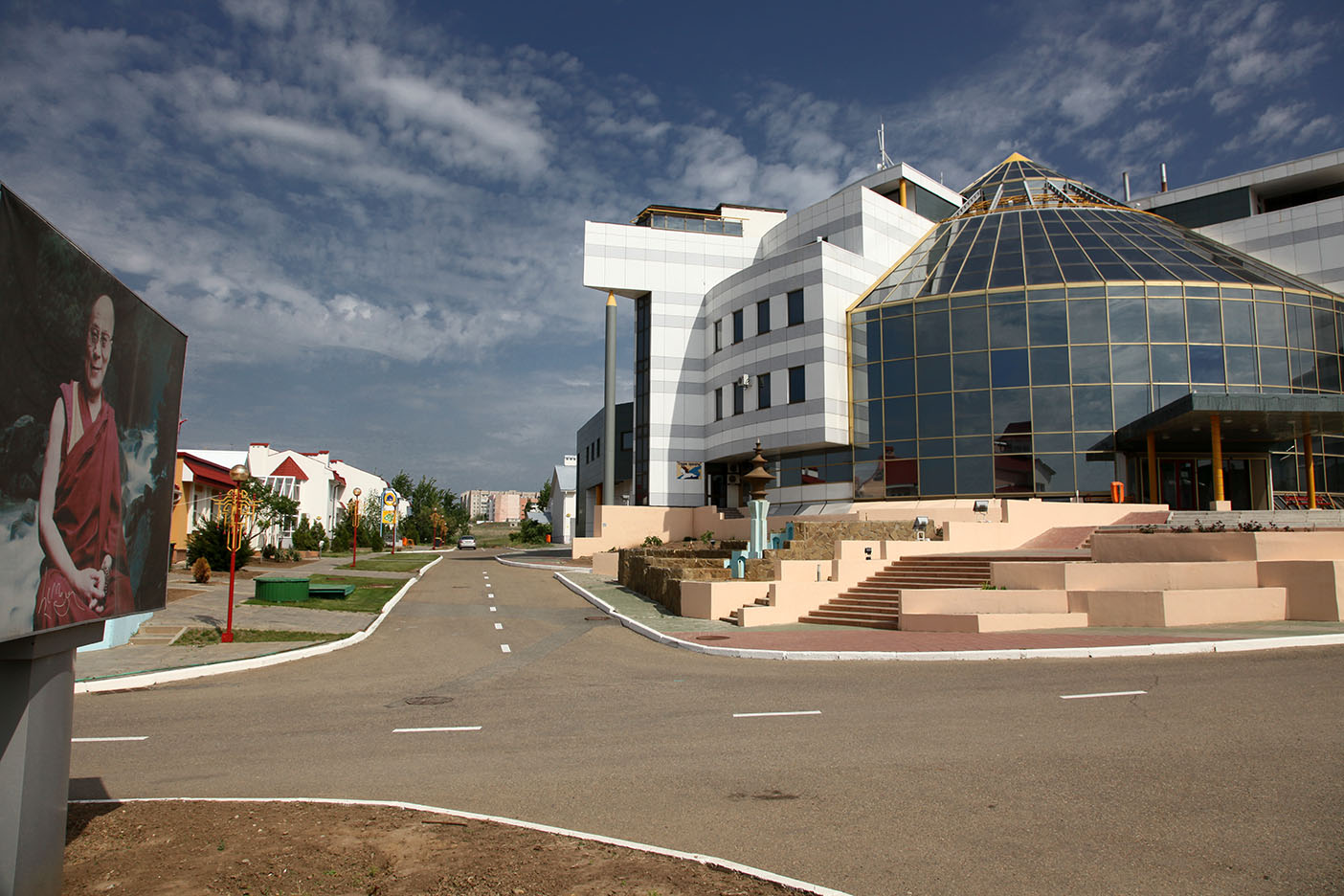
Thành phố Cờ vua
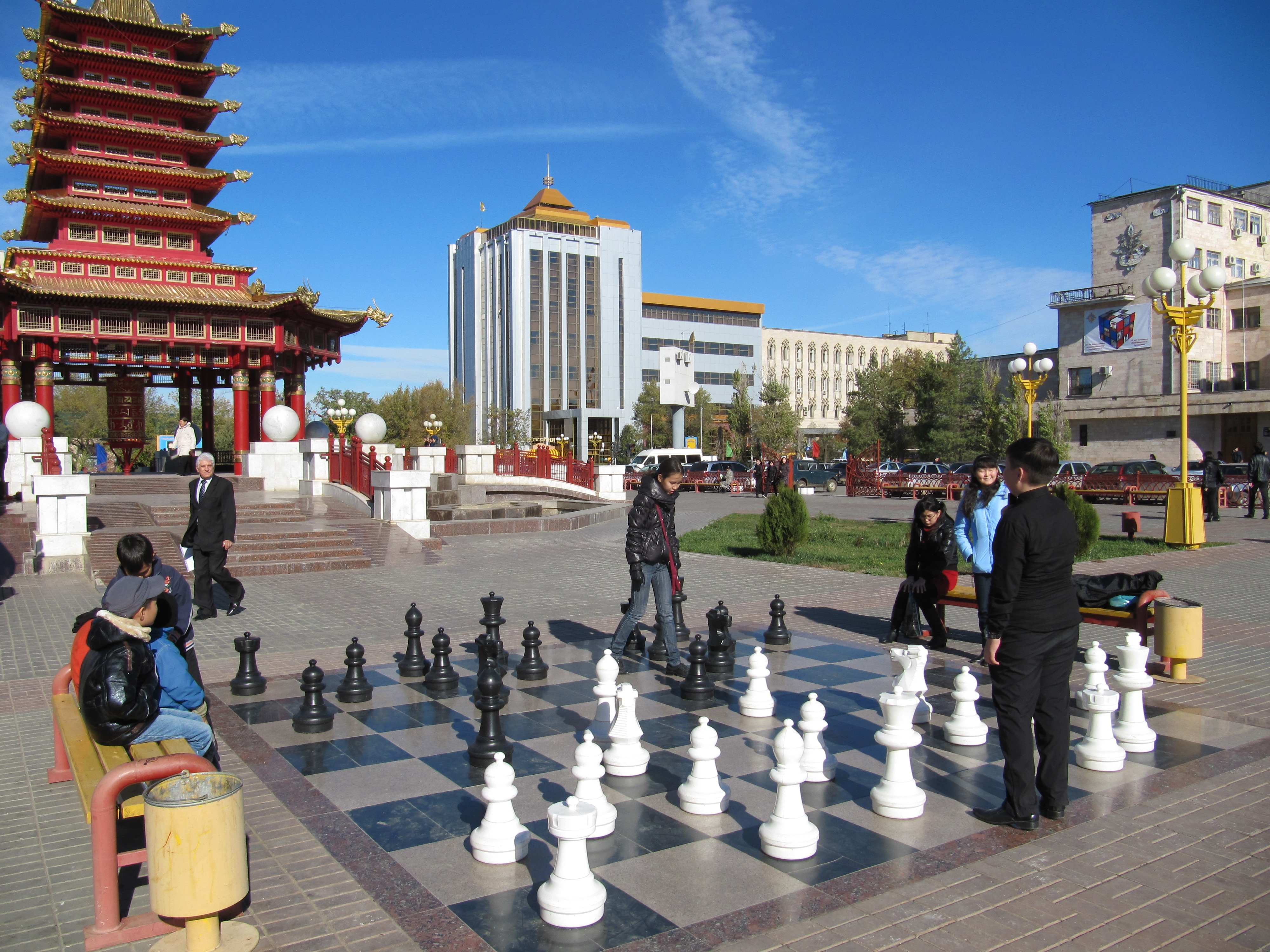
Một bàn cờ trên quảng trường thành phố